# (3269) Vibert-Douglas
(3269) Vibert-Douglas ist ein ungefähr sechs Kilometer großer Asteroid des mittleren Hauptgürtels, der am 26. Februar 1981 vom US-amerikanischen Astronomen Schelte John Bus am Siding-Spring-Observatorium in der Nähe von Coonabarabran, New South Wales in Australien (IAU-Code 260) entdeckt wurde. Er gehört zur Watsonia-Familie, einer Gruppe von Asteroiden, die nach (729) Watsonia benannt ist.

## Benennung
(3269) Vibert-Douglas wurde am 27. August 1988 nach Alice „Allie“ Vibert Douglas (1894–1988) benannt, einer Pionierin des Unterrichtens von Astronomie an der McGill University und später Dekan für Frauen an der Queen’s University – nach der der Asteroid (5457) Queen’s benannt ist. Zu ihren Forschungsinteressen gehörten spektroskopische absolute Helligkeiten von Sternen und der Stark-Effekt in Sternatmosphären. Als Autorität auf dem Gebiet der historischen Astronomie war sie die Biografin von Arthur Stanley Eddington, nach dem der Asteroid (2761) Eddington benannt ist, sowie eine frühe Verfechterin einer stärkeren Rolle von Frauen in der Wissenschaft. Die Benennung wurde von Clifford Cunningham vorgeschlagen und von Peter Millman unterstützt. Cunningham erstellte das Zitat, das bei der Benennung veröffentlicht wurde.